# Фурнітура

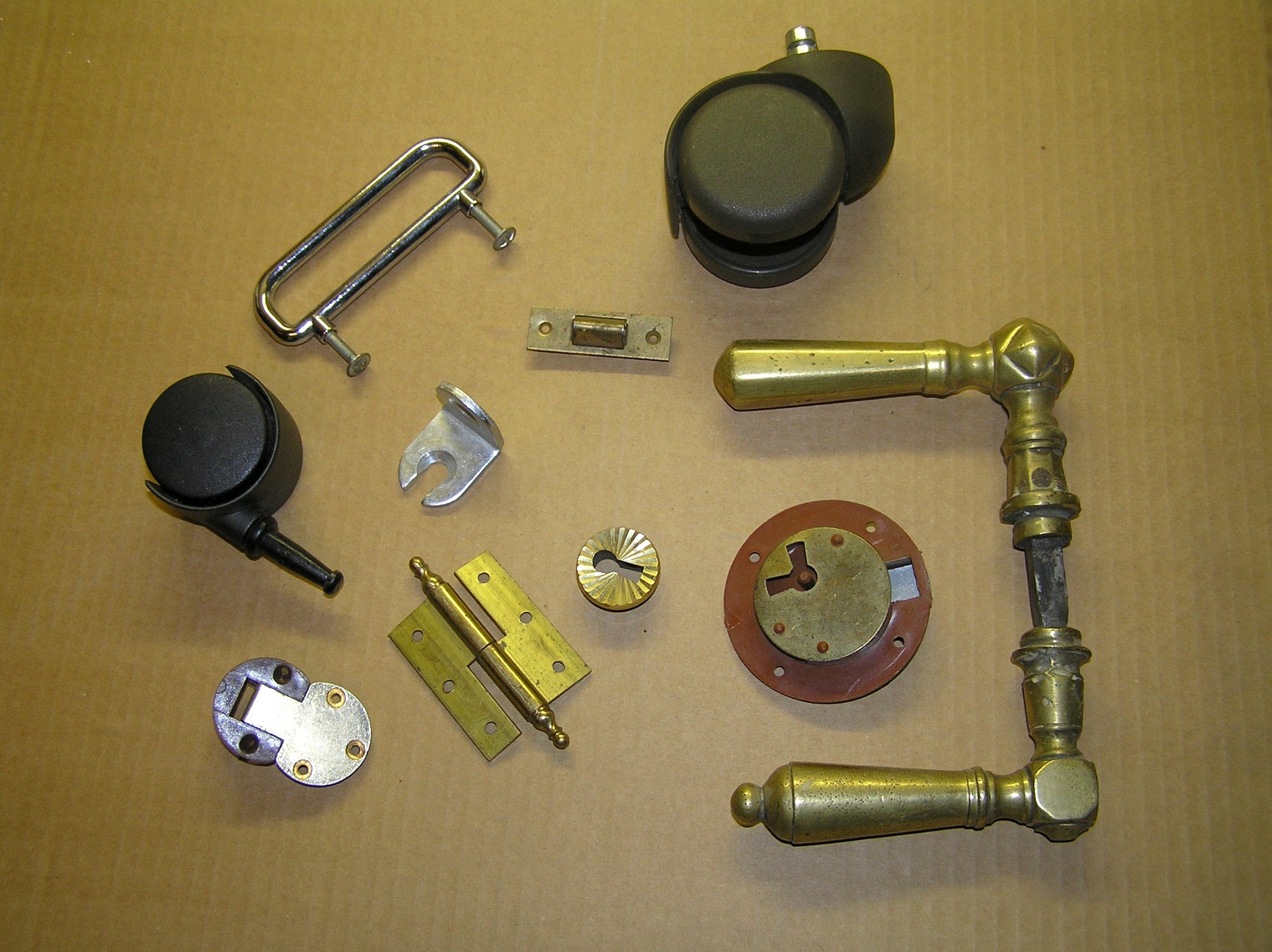
Різні деталі, які називаються фурнітурою.

Фурніту́ра (фр. fourniture від fournir — «доставляти», «постачати») — допоміжні частини та деталі, необхідні для виготовлення якогось суцільного предмета.

## Види
- Меблева фурнітура — допоміжні елементи (засувки, ручки, петлі, направляючі для ящиків, опори, кріпильні елементи, полицетримачі тощо) які використовують для виготовлення меблів.
- Галантерейна фурнітура — допоміжні елементи (пряжки, шнурки, блискавки, ґудзики тощо) які використовують для пошиву виробів з тканини, наприклад, одягу.
- Будівельна фурнітура — замки, коннектори
- Віконна фурнітура — ручки, петлі тощо.

Також до фурнітури відносять частини вогнепальної зброї, які традиційно виготовлялися з дерева — ложа, приклад, пістолетна рукоятка, цівка.
Фурнітура, як правило, виготовляється окремо від виробництва основних складових виробу, тому що, здебільшого вимагає іншого технологічного процесу.